# 아오모리만 서안 단층대

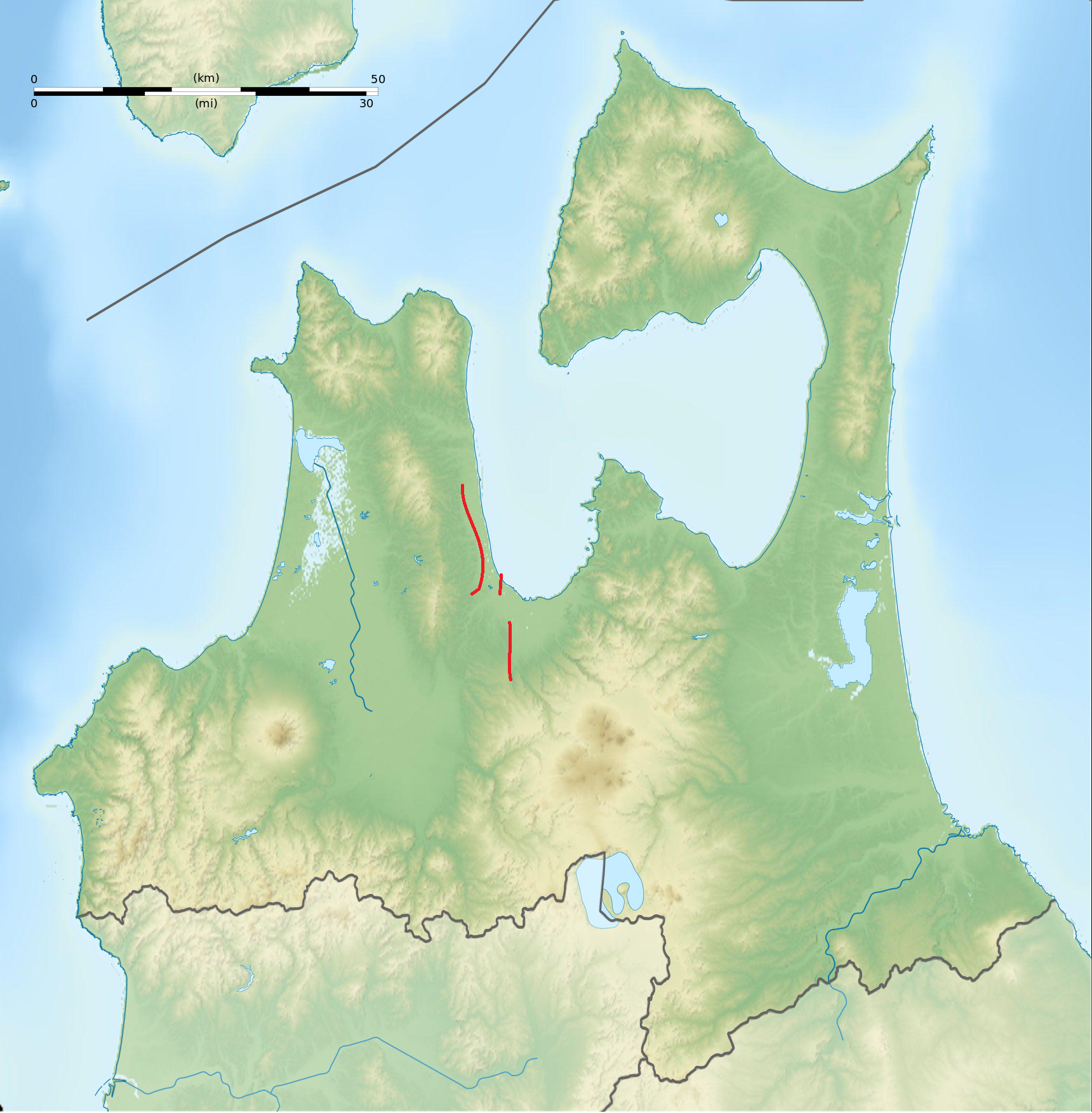
아오모리만 서안 단층대

아오모리만 서안 단층대(일본어: 青森湾西岸断層帯 あおもりわんせいがんだんそうたい[*])는 일본 아오모리현에 있는 단층대이다. 서부 아오모리만 단층(Aomoriwan West Fault), 노기와 단층(Nogiwa Fault), 뉴나이 단층(Nyunai Fault)으로 구성된다. 요모기타촌(蓬田村)에서 히가시쓰가루군(青森県東津軽郡)을 거쳐 아오모리시까지 연장된다. 대체로 남-북 주향에 31km정도의 연장을 가지는 역단층이다.

## 지진 발생 확률
| 규모(M)   | 30년 내 발생 확률 | 50년 내 발생 확률 | 100년 내 발생 확률 |
| --------- | ----------------- | ----------------- | ------------------ |
| M7.3 정도 | 0.5~1%            | 0.8~2%            | 2~3%               |